# Юрченко Григорій Васильович
Юрченко Григорій Васильович (1913 –  ) — сотенний УПА, який взяв собі псевдо «Лис». Він народився у селі Головин Костопільського району на Рівненщині.
У лютому 1943 року його сотня вкупі з сотнею «Вихора» (сотенний Керентопф Роман Карлович) поблизу села Каменуха підірвали німецький потяг, що саме перевозив зброю. Які наслідки мала ця акція невідомо. Після акції бійці УПА відійшли в ліс.